# ARA Comandante General Irigoyen (A-1)
El ARA Comandante General Irigoyen (A-1) es un aviso-remolcador de la Armada Argentina. Pertenece a la clase Navajo de la Armada de los Estados Unidos, participando en aquella fuerza en la Segunda Guerra Mundial bajo el nombre de USS Cahuilla (ATF-152). Fue vendido a la Armada Argentina en 1961 renombrándose bajo nombre actual y dado de baja en 2009. Es conservado como buque museo en la ciudad de San Pedro en el partido del mismo nombre, Provincia de Buenos Aires, República Argentina.

## Construcción y características
El buque, construido por la Charleston Shipbuilding & Drydocks Company, fue incorporado por la Armada de los Estados Unidos el 10 de marzo de 1945.
El remolcador desplazaba 1235 toneladas con carga estándar y hasta 1675  a plena carga. Su eslora tenía una medida de 62,5 metros, su manga 11,6 m y su calado 4,7 m.

## Servicio en la Armada de los Estados Unidos
Fue construido en el astillero Charleston Shipbuilding & Drydock Co. en Charleston, Carolina del Sur; se le asignó el código de los de su clase (ATF-152) el 15 de mayo de 1944, y comenzó su construcción el 2 de noviembre del mismo año y fue asignado a la fuerza como USS Cahuilla (ATF-152) el 10 de marzo de 1945.

### Operaciones en el Océano Pacífico durante la Segunda Guerra Mundial
Su primera operación en la Armada estadounidense fue la de remolcar un buque en pruebas en Norfolk, Virginia. Desde allí comenzó a navegar, el 18 de abril de 1945, para remolcar al USS Pegasus (AK-48) de Pearl Harbor. El 24 de mayo se dirigió con otros buques hacia Guam, donde remolcó una serie de buques en Okinawa.
Desde 26 de julio al 6 de agosto de 1945 sirvió para escoltar convoyes y como remolcador de salvamento de los buques que pasaban por las peligrosas aguas de Okinawa, con sujeción a los ataques suicidas desesperados de los aviones japoneses.

### Operaciones luego de la guerra
Al terminar la guerra el USS Cahuilla se encontraba navegando, con destino a operaciones de salvamento en Eniwetok, de la que volvió a tomar parte en la ocupación de Nagasaki, Japón, hasta el 16 de octubre de 1945. A partir de ese momento en que se estableció en Okinawa para realizar operaciones de rescate y remolque hasta el 14 de febrero de 1946.
USS Cahuilla continuó ofreciendo servicio de remolque a las unidades de la flota, y realizando trabajo de rescate de buques de guerra y mercantes, llegando a Pearl Harbor, Kwajalein, y los puertos de la costa oeste y la zona del Canal de Panamá hasta enero de 1947.

### Salida de servicio
El USS Cahuilla fue sacado de servicio en San Diego, California. Permaneció amarrrado en las Flotas de Reserva de la Marina de Estados Unidos y eliminado del Registro Naval, y posterior fue transferido, bajo el Security Assistance Program, a la Argentina en 1961.

## Servicio en la Armada Argentina
La Armada de la República Argentina adquirió el buque en 1961. El barco recibió el nombre de ARA Comandante General Irigoyen (A-1), en honor a Matías de Irigoyen, quien fuera secretario de Guerra (1815-1819).
El Comandante General Irigoyen desempeñó actividades de búsqueda y rescate en la guerra de las Malvinas, en el área de la Fuerza de Tareas 50.
Rescató del mar un helicóptero perteneciente al ARA HÉRCULES en la zona delimitada como TOAS a casi 30 millas de la costa. la operación fue riesgosa ya que la unidad se encontraba a 30 metros de profundidad y los buzos tuvieron que efectuar el esterilizado de toda su configuración antisubmarina que estaba activada por la presión del agua, luego se dirigió a Puerto Deseado a relevar al Aviso ARA Somellera luego del traspaso de su  antena la misión específica además de ser unidad de búsqueda y rescate fue de apoyo a todas las aeronaves que fueran y regresaran de Malvinas, la antena fue colocada al buque  para efectuar trigonometrías para que los aviones argentinos pudieran ubicar en el continente el área denominada FT 50 al mando del  Contraalmirante RE ya fallecido Héctor Martini. Lo paradójico que tanto el Sobral como el Somellera conjuntamente con el Jefe del Área fueron considerados Veteranos de Guerra de Malvinas y el ARA Irigoyen no, cumpliendo las mismas o más misiones en la misma situación geográfica en fechas calientes de la guerra y dentro del TOAS, por eso hoy en la jerga Naval es denominado con el mote de "el buque fantasma"  http://avisoarairigoyen.blogspot.com/  . También sirvió como buque de apoyo antártico y prácticas y entrenamiento de buceadores y submarinos. El 29 de septiembre de 2009 con 400 000 millas navegadas en el Mar Argentino fue finalmente retirado.

### Buque museo
Desde 2010, se amarró de forma permanente en la localidad de San Pedro (Buenos Aires)  como Buque Museo Irigoyen, siendo el tercer buque museo de la Armada Argentina.